# Gran Premio de Japón de Motociclismo de 1996
El Gran Premio de Japón de Motociclismo de 1996 fue la tercera prueba del Campeonato del Mundo de Motociclismo de 1996. Tuvo lugar en el fin de semana del 19 al 21 de abril de 1996 en el Circuito de Suzuka, situado en Suzuka, Prefectura de Mie, Japón. La carrera de 500cc fue ganada por Norifumi Abe, seguido de Àlex Crivillé y Scott Russell. Max Biaggi ganó la prueba de 250cc, por delante de Noriyasu Numata y Daijirō Katō. La carrera de 125cc fue ganada por Masaki Tokudome, Haruchika Aoki fue segundo y Noboru Ueda tercero.

## Resultados 500cc
| Pos. | Piloto              | Constructor   | Tiempo    | Pts. |
| ---- | ------------------- | ------------- | --------- | ---- |
| 1    | Norifumi Abe        | Yamaha        | 45:34.590 | 25   |
| 2    | Àlex Crivillé       | Honda         | +6.496    | 20   |
| 3    | Scott Russell       | Suzuki        | +7.140    | 16   |
| 4    | Tadayuki Okada      | Honda         | +11.724   | 13   |
| 5    | Daryl Beattie       | Suzuki        | +13.670   | 11   |
| 6    | Mick Doohan         | Honda         | +19.858   | 10   |
| 7    | Doriano Romboni     | Aprilia       | +22.334   | 9    |
| 8    | Jean-Michel Bayle   | Yamaha        | +34.456   | 8    |
| 9    | Alberto Puig        | Honda         | +38.230   | 7    |
| 10   | Carlos Checa        | Honda         | +41.488   | 6    |
| 11   | Shinichi Itoh       | Honda         | +43.146   | 5    |
| 12   | Kenny Roberts Jr    | Yamaha        | +1:01.450 | 4    |
| 13   | Jeremy McWilliams   | ROC Yamaha    | +1:38.718 | 3    |
| 14   | Toshiyuki Arakaki   | Yamaha        | +1:38.802 | 2    |
| 15   | James Haydon        | ROC Yamaha    | +1:51.385 | 1    |
| 16   | Eugene McManus      | Yamaha        | +1:51.732 |      |
| 17   | Sean Emmett         | Harris Yamaha | +1:52.087 |      |
| 18   | Juan Borja          | Elf 500       | +1 Vuelta |      |
| Ret  | Katsuaki Fujiwara   | Suzuki        |           |      |
| Ret  | Frédéric Protat     | ROC Yamaha    |           |      |
| Ret  | Luca Cadalora       | Honda         |           |      |
| Ret  | Laurent Naveau      | ROC Yamaha    |           |      |
| Ret  | Jean Pierre Jeandat | Paton         |           |      |
| Ret  | Takuma Aoki         | Honda         |           |      |
| Ret  | Adrian Bosshard     | Elf 500       |           |      |
| Ret  | Loris Capirossi     | Yamaha        |           |      |
| Ret  | Alex Barros         | Honda         |           |      |
| DNS  | Lucio Pedercini     | ROC Yamaha    |           |      |

- Pole Position: Àlex Crivillé, 2:08.652
- Vuelta Rápida: Norifumi Abe, 2:09.089

## Resultados 250cc
| Pos. | Piloto                   | Constructor | Tiempo    | Pts. |
| ---- | ------------------------ | ----------- | --------- | ---- |
| 1    | Max Biaggi               | Aprilia     | 41:36.486 | 25   |
| 2    | Noriyasu Numata          | Suzuki      | +13.560   | 20   |
| 3    | Daijirō Katō             | Honda       | +19.839   | 16   |
| 4    | Olivier Jacque           | Honda       | +20.000   | 13   |
| 5    | Tohru Ukawa              | Honda       | +20.446   | 11   |
| 6    | Nobuatsu Aoki            | Honda       | +24.751   | 10   |
| 7    | Kensuke Haga             | Yamaha      | +33.656   | 9    |
| 8    | Ralf Waldmann            | Honda       | +38.644   | 8    |
| 9    | Luis d'Antin             | Honda       | +44.416   | 7    |
| 10   | Jean-Philippe Ruggia     | Honda       | +44.542   | 6    |
| 11   | Takeshi Tsujimura        | Honda       | +1:01.951 | 5    |
| 12   | Jürgen Fuchs             | Honda       | +1:02.092 | 4    |
| 13   | Osamu Miyazaki           | Aprilia     | +1:02.484 | 3    |
| 14   | Régis Laconi             | Honda       | +1:02.778 | 2    |
| 15   | Yasumasa Hatakeyama      | Honda       | +1:02.907 | 1    |
| 16   | Sebastián Porto          | Aprilia     | +1:03.014 |      |
| 17   | Kyoji Nanba              | Yamaha      | +1:06.271 |      |
| 18   | Roberto Locatelli        | Aprilia     | +1:14.852 |      |
| 19   | Eskil Suter              | Aprilia     | +1:15.376 |      |
| 20   | Sete Gibernau            | Honda       | +1:22.370 |      |
| 21   | Luca Boscoscuro          | Aprilia     | +1:27.027 |      |
| 22   | Jamie Robinson           | Aprilia     | +1:30.186 |      |
| 23   | José Luis Cardoso        | Aprilia     | +1:46.856 |      |
| 24   | Oliver Petrucciani       | Aprilia     | +1:47.046 |      |
| 25   | Cristophe Cogan          | Honda       | +1 Vuelta |      |
| Ret  | Massimo Ottobre          | Aprilia     |           |      |
| Ret  | Jurgen van den Goorbergh | Honda       |           |      |
| Ret  | José Barresi             | Yamaha      |           |      |
| Ret  | Christian Boudinot       | Aprilia     |           |      |
| Ret  | Cristiano Migliorati     | Honda       |           |      |
| Ret  | Tetsuya Harada           | Yamaha      |           |      |
| Ret  | Gianluigi Scalvini       | Honda       |           |      |
| Ret  | Davide Bulega            | Aprilia     |           |      |

- Pole Position: Tetsuya Harada, 2:10.676
- Vuelta Rápida: Max Biaggi, 2:10.492

## Resultados 125cc
| Pos. | Piloto            | Constructor | Tiempo    | Pts. |
| ---- | ----------------- | ----------- | --------- | ---- |
| 1    | Masaki Tokudome   | Aprilia     | 41:44.002 | 25   |
| 2    | Haruchika Aoki    | Honda       | +1.232    | 20   |
| 3    | Noboru Ueda       | Honda       | +2010     | 16   |
| 4    | Tomomi Manako     | Honda       | +8.126    | 13   |
| 5    | Manfred Geissler  | Aprilia     | +15.420   | 11   |
| 6    | Masao Azuma       | Honda       | +16.218   | 10   |
| 7    | Lucio Cecchinello | Honda       | +16.744   | 9    |
| 8    | Jorge Martínez    | Aprilia     | +24.449   | 8    |
| 9    | Darren Barton     | Aprilia     | +25.354   | 7    |
| 10   | Shigeru Ibaraki   | Yamaha      | +28.019   | 6    |
| 11   | Valentino Rossi   | Aprilia     | +37.643   | 5    |
| 12   | Stefano Perugini  | Aprilia     | +42.357   | 4    |
| 13   | Paolo Tessari     | Honda       | +46.900   | 3    |
| 14   | Jaroslav Huleš    | Honda       | +46.950   | 2    |
| 15   | Shinichi Sugaya   | Honda       | +1:08.334 | 1    |
| 16   | Josep Sarda       | Honda       | +1:08.368 |      |
| 17   | Andrea Ballerini  | Aprilia     | +1:24.224 |      |
| 18   | Stefano Cruciani  | Aprilia     | +1:25.803 |      |
| 19   | Ivan Goi          | Honda       | +1:26.722 |      |
| 20   | Frédéric Petit    | Honda       | +1:31.487 |      |
| 21   | Makoto Ono        | Honda       | +1:34.816 |      |
| Ret  | Akira Saito       | Honda       |           |      |
| Ret  | Yoshiaki Katoh    | Yamaha      |           |      |
| Ret  | Kazuhiro Takao    | Honda       |           |      |
| Ret  | Garry McCoy       | Aprilia     |           |      |
| Ret  | Youichi Ui        | Yamaha      |           |      |
| Ret  | Emilio Alzamora   | Honda       |           |      |
| Ret  | Dirk Raudies      | Honda       |           |      |
| Ret  | Kazuto Sakata     | Aprilia     |           |      |
| Ret  | Ken Ohashi        | Honda       |           |      |
| Ret  | Peter Öttl        | Aprilia     |           |      |
| Ret  | Gabriele Debbia   | Yamaha      |           |      |

- Pole Position: Noboru Ueda, 2:17.788
- Vuelta Rápida: Kazuto Sakata, 2:17.055